# Prosternodes
Prosternodes is een kevergeslacht uit de familie van de boktorren (Cerambycidae). De wetenschappelijke naam van het geslacht werd voor het eerst geldig gepubliceerd in 1861 door Thomson.

## Soorten
Prosternodes omvat de volgende soorten:
- Prosternodes cinnamipennis (Chevrolat, 1838)
- Prosternodes cubanus (Zayas, 1975)